# كاي عباد
كاي عباد (بالإنجليزية: Kaye Abad)‏ هي ممثلة أمريكية، ولدت في 17 مايو 1982 في الولايات المتحدة.

## وصلات خارجية
- كاي عباد على موقع IMDb (الإنجليزية)
- كاي عباد على موقع قاعدة بيانات الفيلم (الإنجليزية)